# فهرست حوادث ناآرامی های مدنی در فرانسه
این مقاله فهرستی از حوادث ناشی از نابسامانی های مدنی است که از قرن سیزدهم در فرانسه رخ داده است. این موارد شامل شورش ها ، اعتصابات ، اختلافات خشونت آمیز کارگری ، شورش های جزئی و سایر اشکال ناآرامی های مدنی است.

## قرن ۱۳
- ۱۲۲۹ : اعتصاب دانشگاه پاریس. شورش در دانشگاه پاریس که منجر به مرگ تعدادی دانشجو و اصلاحات در دانشگاه در اروپای سده‌های میانه شد.
- ۱۲۵۱ : جنگ صلیبی چوپانان (۱۲۵۱)، حملات به صومعه ها، دانشگاه ها.
- ۱۲۵۷ : شورش در مارسی
- ۱۲۶۱ : شورش در مارسی
- ۱۲۷۰ : شورش مالیات در کئور
- ۱۲۷۴ : شورش در لیموژ
- ۱۲۷۶ : شورش در لیموژ
- ۱۲۸۱ : شورش در روآن
- ۱۲۹۲ : شورش مالیات در روآن

## قرن ۱۴
- ۱۳۰۷ : شورش در پاریس
- ۱۳۰۹ : جنگ صلیبی فقیران در شمال اروپا و به ویژه در مناطق پیکاردی، آوینیون و مارسی
- ۱۳۲۰ : جنگ صلیبی چوپانان (۱۳۲۰)، خشونت گسترده در فرانسه و آراگون
- ۱۳۳۸ : شورش دهقانان در نزدیکی شهر لاو
- ۱۳۴۷ : شورش مالیات در روآن
- ۱۳۵۱ : شورش مالیات در روآن
- ۱۳۵۸ : شورش ژاکری در شمال فرانسه
- ۱۳۶۴ : شورش دهقانان در نزدیکی تولوز
- ۱۳۷۸-۱۳۸۴: شورش توچین در جنوب فرانسه
- ۱۳۷۸-۱۳۸۲: شورش مالیاتی در سراسر فرانسه، از جمله قیام هارل و میلوتین در روآن و پاریس.

## قرن ۱۵
- ۱۴۳۵- ۱۴۰۷ : جنگ داخلی آرمانیاک-بورگاند
- ۱۴۱۳ : شورش کابوچین در پاریس
- ۱۴۱۸ : شورش در شالون-آن-شامپانی
- ۱۴۴۰ : پراگر، یک شورش آرام
- ۱۴۶۵ : اتحادیه ثروت عمومی، یک شورش آرام
- ۱۴۸۸ - ۱۴۸۵: جنگ دیوانه، یک شورش آرام

## قرن ۱۶
- ۱۵۰۵ : شورش در نیم
- ۱۵۰۶ : شورش در کارکاسون
- ۱۵۰۷ : شورش در نور
- ۱۵۱۴ : شورش مالیات در اژن
- ۱۵۱۶ : شورش در لاوال
- ۱۵۱۹ : شورش در لیبورن
- ۱۵۲۱ : شورش دهقانان در لانتریاک و ولایت
- ۱۵۲۱ : شورش غلات در اکس-آن-پرووانس، مارسی و تاراسکون
- ۱۵۲۲ : شورش در مو
- ۱۵۲۲ : شورش غلات در بووه و تور
- ۱۵۲۳ : شورش کاپیتان مونتلون در ایل دو فرانس
- ۱۵۲۵ : شورش در رمن- سور-ایزر
- ۱۵۲۶ : شورش در دیژون
- ۱۵۲۶-۱۵۲۷: شورش دهقانان در سارلادایس
- ۱۵۲۸ : شورش مالیات بر شراب در بوردو
- ۱۵۲۹ : Grande Rebeyne در لیون، شورش در دیژون و تروا
- ۱۵۳۵ : شورش در فوآ
- ۱۵۳۶ : شورش دهقانان در پروانس، شورش مالیاتی در لو پوی
- ۱۵۳۷ : درگیری بین ژاندارمری و عوام در البی
- ۱۵۳۹ : شورش مالیات نمک گابل در بوردو، شورش مالیاتی در ورماندوآ
- ۱۵۴۲ - ۱۵۳۹ : اعتصابات بر سر دستمزد چاپخانه داران در لیون و پاریس
- ۱۵۴۲ : شورش گابل در لا روشل، شورش در روئن و تور
- ۱۵۴۴ : شورش بر سر مالیات و مذهب در Saint-Maixent
- ۱۵۴۵ : شورش ها و شورش های مالیاتی در Niort، Saintes، Périgueux، St Foy، Duras، Rouen و Comminges.
- ۱۵۴۵ : قتل عام مریندول
- ۱۵۴۶ - ۱۵۴۵ : آشوب مذهبی در سراسر فرانسه
- ۱۵۴۷ - ۱۵۴۵ : شورش در ویتری بر سر گمانه زنی املاک و مستغلات
- ۱۵۴۹ - ۱۵۴۸: شورش پیتوها در جنوب غربی فرانسه
- ۱۵۵۲ : شورش در نای
- ۱۵۵۳ : شورش در لو پوی-آن-ولی
- ۱۵۵۴ : شورش دهقانان در نرماندی
- ۱۵۶۰ : توطئه آمبویز، تلاش ناموفق اشراف و وزیران پروتستان برای تصرف پادشاه.
- ۱۵۶۰ : ماجرای بدخواهی: قیام پروتستانی نافرجام در شهر لیون، با حمایت اشراف و وزیران از جمله جان کالوین.[1]
- ۱۵۶۱ : سنت مدارد شورش، یک اقدام مذهبی خشونت آمیز در پاریس که شاهد توقیف یک کلیسا و کشته شدن بیش از ده نفر بود.[2]
- ۱۵۹۸ - ۱۵۶۲: جنگ های مذهبی فرانسه
  - ۱۵۶۲ : شورش‌های تولوز، مجموعه‌ای از رویدادها که اعضای کلیسای اصلاح‌شده فرانسه (که غالباً هوگنوت نامیده می‌شود) در مقابل اعضای کلیسای کاتولیک روم در درگیری‌های خشونت‌آمیز قرار گرفتند که با کشته شدن ۳۰۰۰ تا ۵۰۰۰ شهروند فرانسوی شهر تولوز پایان یافت.
  - ۱۵۷۲ : کشتار سن‌بارتلمی
  - ۱۵۸۸ : روز سنگرها، قیام کاتولیک های رادیکال علیه هانری سوم
- ۱۵۹۵ - ۱۵۹۳ : شورش های کروکوانت در جنوب غربی فرانسه

## قرن ۱۷
- ۱۶۲۰ : نبرد Ponts-de-Cé. شورشی به رهبری ماری مدیچی که توسط لوئی سیزدهم شکست خورد.
- ۱۶۲۹ - ۱۶۲۰ : شورش های هوگونو. مجموعه ای از شورش های جنوب که بخشی از آن توسط آنری، دوک روآن رهبری می شد، در اعتراض به وارونه شدن فزاینده فرمان نانت.
- ۱۶۲۴ : شورش دهقانان در کوئرسی
- ۱۶۳۲ : نبرد Castelnaudary. شورشی توسط Gaston، دوک اورلئان توسط نیروهای سلطنتی شکست خورد.
- ۱۶۳۷ - ۱۶۳۵ : شورش های کروکوانت در جنوب غربی فرانسه
- ۱۶۴۲ - ۱۶۳۸ : شورش های کروکوانت در جنوب غربی فرانسه
- ۱۶۳۹ : شورش va-nu-pieds، شورش در نرماندی
- ۱۶۴۳ : شورش های کروکوانت در روئرگ
- ۱۶۴۵ : شورش مالیاتی در مون‌پلیه
- ۱۶۵۳ - ۱۶۴۸ : شورش فروند. موجی از شورش علیه لوئی چهاردهم جوان.
- ۱۶۵۰ : شورش های کروکوانت در لیموزن
- ۱۶۵۷ - ۱۶۵۵ : شورش Tardanizat در گوین
- ۱۶۵۸ : شورش خرابکاران در سولون
- ۱۶۶۲ - ۱۶۶۱ : شورش بنوژ در گوین
- ۱۶۶۲ : شورش Lustucru  در Boulonnais
- ۱۶۶۵ - ۱۶۶۳ : شورش آدیجو
- ۱۶۶۸ - ۱۶۶۷: شورش آنجلت در روسیلون
- ۱۶۷۰ : شورش ویوارای
- ۱۶۷۴ - ۱۶۷۰ : شورش آنجلت در روسیلون
- ۱۶۷۵ : شورش تمبر کاغذی، شورش در بریتانی
- ۱۶۹۴ - ۱۶۹۳ : شورش های غذایی در طول قحطی بزرگ 1693-1694
- ۱۶۹۸ : شورش های غذایی

## قرن ۱۸
- ۱۷۱۰ -۱۷۰۲ : شورش کامیسار. یک جنگ چریکی محلی طولانی مدت توسط پروتستان های منطقه سِوِن در پی لغو فرمان نانت توسط لویی چهاردهم.
- ۱۷۰۷ : شورش‌های کروکوانت در کوئرسی
- ۱۷۱۰ - ۱۷۰۹ : شورش مواد غذایی در طول قحطی ۱۷۱۰ - ۱۷۰۹
- ۱۷۲۰- ۱۷۱۸ : توطئه پونتکالک، شورش در بریتانی
- ۱۷۲۵ : شورش غذا در پاریس
- ۱۷۴۰ - ۱۷۳۹ : شورش های غذایی
- ۱۷۴۹ : شورش های غذایی
- ۱۷۵۲ : شورش های غذایی
- ۱۷۶۸ : شورش های غذایی
- ۱۷۷۰ : شورش های غذایی
- ۱۷۷۵ : جنگ آرد، موجی از شورش ها طی آوریل تا می ۱۷۷۵، که به دنبال افزایش قیمت غلات و نان رخ داد. زیرا پلیس علاوه بر برداشت کم، مانع از توزیع غلات در فروشگاه های سلطنتی می شد.
- ۱۷۸۵ : شورش های غذایی
- ۱۷۸۶ : Révolte des deux sous [fr] در لیون
- ۱۷۸۸ : روز کاشی ها در گرنوبل
- ۱۷۹۹ - ۱۷۸۹ : انقلاب فرانسه. انقلابی که سلطنت را سرنگون کرد، جمهوری را تأسیس کرد، دوره‌های خشونت‌آمیز آشفتگی سیاسی را تجربه کرد و سرانجام به دیکتاتوری ناپلئون رسید که بسیاری از آرمان‌هایش را به زور به اروپای غربی آورد.

## قرن ۱۹
- ۱۸۱۲ - ۱۸۱۱: شورش های غذایی
- ۱۸۱۷ - ۱۸۱۶: شورش های غذایی
- ۱۸۳۰ - ۱۸۲۹: شورش های غذایی
- ۱۸۳۰ : انقلاب ۱۸۳۰ فرانسه. که منجر به کناره گیری شارل دهم و شکل گیری سلطنت ژوئیه فرانسه با پادشاهی لوئی فیلیپ شد.
- ۱۸۳۱ : شورش کانوت در لیون، تظاهرات خشونت آمیز در پاریس و سایر شهرها
- ۱۸۳۲ : شورش ژوئن، شورش ضد سلطنتی جمهوری خواهان پاریس در ۵ و ۶ ژوئن ۱۸۳۲. قیام ها و اعتراضات مشروعیت گرا در غرب و جنوب. شورش مواد غذایی در شرق و جنوب غربی.
- ۱۸۳۴ : شورش کانوت در لیون
- ۱۸۳۹ : تلاش برای کودتا در پاریس به رهبری لوئی آگوست بلانکی، آرماند باربس، مارتین برنارد و انجمن سایزون.
- ۱۸۴۰ - ۱۸۳۹ : شورش های غذایی
- ۱۸۴۰ : اعتصابات در پاریس
- ۱۸۴۱ : شورش مالیات در جنوب غربی فرانسه
- ۱۸۴۵ : کارگران پشم در لودو اعتصاب کردند
- ۱۸۴۷ - ۱۸۴۶ : شورش مواد غذایی در اطراف پاریس
- ۱۸۴۸ : انقلاب ۱۸۴۸ فرانسه. درگیری خیابانی در پاریس که منجر به سرنگونی سلطنت ژوئیه و اعلام جمهوری دوم فرانسه شد.
- ۱۸۴۸ : تظاهرات فرانسه در ۱۵ می ۱۸۴۸. رویدادی که در خیابان‌های پاریس برگزار شد که هدف آن معکوس کردن نتایج دومین انتخابات جمهوری برای نمایندگان مجلس موسسان بود.
- ۱۸۴۸ : قیام روزهای ژوئن، شورشی که توسط جمهوری خواهان رادیکال ناراضی از فقدان اصلاحات اجتماعی و طبقاتی در جمهوری دوم برپا شد.
- ۱۸۴۹ : شورش در پاریس و لیون
- ۱۸۵۱ : کودتای ۱۸۵۱ فرانسه
- ۱۸۵۴ - ۱۸۵۳ : شورش های غذایی
- ۱۸۶۸ : شورش های غذایی
- ۱۸۶۹ : اعتصابات خشونت آمیز در سنت اتین و اوبین
- ۱۸۷۱ : کمون پاریس (۱۸۷۱). یک دولت سوسیالیست و انقلابی تندرو که پس از جنگ فرانسه و پروس قدرت را به دست گرفت و از ۱۸ مارس تا ۲۸ می ۱۸۷۱ بر پاریس حکومت کرد.
- ۱۸۸۰ : اعتصابات خشونت آمیز
- ۱۸۹۴ - ۱۸۹۱ : اعتصابات خشونت آمیز و تروریسم آنارشیستی
- ۱۸۹۳ : قتل عام ایتالیایی ها در Aigues-Mortes

## قرن ۲۰
- ۱۹۰۱ - ۱۹۰۰ : اعتصابات خشونت آمیز در بلفور و مارسی
- ۱۹۰۷ - ۱۹۰۶ : اعتصابات خشونت آمیز
- ۱۹۰۷ : شورش شراب کاران لانگدوک
- ۱۹۰۸ : اعتصابات در نانت
- ۱۹۱۱ - ۱۹۱۰ : شورش شامپاین، ناشی از یک سری مشکلاتی بود که کشاورزان انگور در منطقه شامپاین فرانسه با آن مواجه بودند.
- ۱۹۲۰ - ۱۹۱۹ : اعتصابات خشونت آمیز
- ۱۹۲۱ : خشونتی که در نمایشنامه «قلب گاز» آغاز شد.
- ۱۹۲۶ : یکشنبه خونین، درگیری های سیاسی که در کولمار، آلزاس در ۲۲ اوت ۱۹۲۶ رخ داد.
- ۱۹۳۴ : بحران ۶ فوریه ۱۹۳۴. تظاهرات خیابانی علیه نظام پارلمانی در پاریس که توسط لیگ های راست افراطی سازماندهی شد که با شورش به اوج خود رسید.
- ۱۹۳۶ : اعتصاب عمومی یک میلیون کارگر
- ۱۹۴۷ : اعتصابات ۱۹۴۷ در فرانسه، مجموعه ای از اعتصابات شورشی
- ۱۹۵۸ : بحران می ۱۹۵۸ در فرانسه
- ۱۹۶۱ : کودتای ۱۹۶۱ الجزایر
- ۱۹۶۸ : رویدادهای مه ۶۸ در فرانسه، دوره ناآرامی‌های داخلی که با تظاهرات و اعتصاب‌های عمومی گسترده و همچنین اشغال دانشگاه‌ها و کارخانه‌ها در سراسر فرانسه همراه بود.
- ۱۹۷۹ : جوانان آفریقایی شمالی در حومه لیون در وو-آن-وولن به دنبال دستگیری یک جوان محلی شورش کردند. اعتقاد بر این است که اولین شورش حومه شهر در تاریخ فرانسه است.[۱]
- ۱۹۸۱ : Rodéo (شورش)، شورش هایی که شامل سرقت اتومبیل ها، راندن آنها در حلقه های تنگ و در نهایت سوزاندن آنها بود.
- ۱۹۹۰ : شورش در وو-آن-وولن پس از کشته شدن یک مرد جوان اسپانیایی الاصل در تصادف موتوری که گفته می شود توسط پلیس رخ داده است.[۱]
- ۱۹۹۱ : خشونت در سارتروویل پس از تیراندازی مرگبار به یک نوجوان عرب توسط یک نگهبان سوپرمارکت آغاز شد.[۲]
- ۱۹۹۱ : شورش در مانت-اژولی پس از کشته شدن یک پلیس زن و یک مرد الجزایری رخ داد.[۳]
- ۱۹۹۲ : به دنبال کشته شدن محمد بحری ۱۸ ساله در وو-آن-وولن به دست پلیس، جوانان به ایستگاه پلیس شهر حمله کردند و اتومبیل ها را سوزاندند.[۱]
- ۱۹۹۵ : شورش در چندین حومه شرقی لیون به دنبال کشته شدن تروریست خالد کلکال، یکی از سازمان‌دهندگان کلیدی بمب‌گذاری‌های فرانسه در سال ۱۹۹۵ توسط پلیس.
- ۱۹۹۷ : شورش در دمری للیس پس از آن که عبدالقادر بوزاین ۱۶ ساله توسط پلیس مورد اصابت گلوله قرار گرفت و کشته شد و دوست ۱۹ ساله او زخمی شد، رخ داد.[۴]
- ۱۹۹۸ : دو روز شورش در حومه تولوز پس از آن که حبیب محمد 17 ساله توسط پلیس در جریان سرقت خودرو مورد اصابت گلوله قرار گرفت، رخ داد.[۵]

## قرن ۲۱
- ۲۰۰۵ : شورش های ۲۰۰۵ فرانسه. مجموعه ای از شورش هایی که در حومه پاریس و سایر شهرهای فرانسه رخ داد که شامل آتش زدن اتومبیل ها و ساختمان های عمومی در شب می شد.
- ۲۰۰۶ : تظاهرات جوانان در فرانسه در سال ۲۰۰۶ . شورش های ناشی از مخالفت با اقدامی که برای مقررات زدایی از کار در فرانسه تنظیم شده بود.
- ۲۰۰۷ : شورش های ویر لو بل در سال ۲۰۰۷. شورش هایی در دپارتمان ول-دوآز که پس از مرگ دو نوجوان که موتور سیکلت شان با خودروی پلیس برخورد کرد آغاز شد.
- ۲۰۰۹ - ۲۰۰۷: تظاهرات دانشگاهی در فرانسه. جنبش‌های اعتراضی ناشی از چندین پروژه اصلاحی در دوره مسولیت والری پکرس وزیر آموزش عالی و تحقیقات
- ۲۰۰۹ : شورش های ۲۰۰۹ فرانسه. مجموعه ای از شورش هایی که در جریان جشن‌های روز ملی فرانسه در مونتروی، سن-سن-دنی، منطقه ای در حومه شرقی پاریس رخ داد.
- ۲۰۱۲ : جوامع نوتردام-دس لندز از شهرهای مجاور مانع از ساخت فرودگاه در جنگل و مزارع کشاورزی نوتردام-دز لند شدند.
- ۲۰۱۳ : شورش های سال ۲۰۱۳ در تراپ، ایولین. در 19 ژوئیه 2013 پس از اینکه پلیس مردی را دستگیر کرد که به یک افسر پلیس که در ۱۸ ژوئیه ۲۰۱۳ سعی در بررسی هویت همسرش با حجاب مسلمان داشت، حمله کرد. به دنبال این دستگیری شورش در تراپ، حومه (بانلیو) پاریس، فرانسه آغاز شد.
- ۲۰۱۴ : شورش های ۲۰۱۴ سارسل. تظاهرات طرفدار فلسطین علیه تهاجم زمینی اسرائیل به غزه.
- ۲۰۱۶ : اعتصاب رانندگان تاکسی فرانسوی در سال ۲۰۱۶، اعتصاب رانندگان تاکسی در چندین شهر بزرگ علیه اوبر، شامل بسیاری از مسدود کردن جاده‌ها، آتش‌سوزی، واژگونی وسایل نقلیه و مسدود کردن جاده‌های منتهی به دو فرودگاه اصلی پاریس بود.[۶]
- ۲۰۱۶ : جنبش اجتماعی ایستاده در شب. اعتراضاتی که به دلیل مخالفت با اصلاحات پیشنهادی کارگری شکل گرفت.
- ۲۰۱۷ : اعتراضات به دنبال اتهاماتی که یک افسر پلیس با باتوم به یک جوان سیاهپوست تجاوز کرد آغاز شد.[۷] اعتراضات علیه پلیس تا مارس ۲۰۱۷ ادامه یافت، زمانی که مهاجران با مقاومت ساکنان پاریس مواجه شدند.
- ۲۰۱۷ : در جریان تظاهرات روز مه در پاریس، گروهی متشکل از حدود ۱۵۰ [۸] معترض کلاهدار، راهپیمایی را مختل کردند و «کوکتل مولوتف، بمب های آتش زا و دیگر اشیا را به سوی پلیس در نزدیکی میدان باستیل پرتاب کردند».  پلیس ضدشورش با باتوم و گاز اشک‌آور پاسخ داد.[۹] شش افسر پلیس بر اثر بمب های بنزینی مجروح شدند.[۱۰]
- ۲۰۱۸ : جنبش جلیقه‌زردها به دلیل نارضایتی از توزیع ثروت و افزایش مداوم مالیات بر سوخت.
- ۲۰۲۲ : ناآرامی ها در جزیره کرس که توسط ملی گرایان کورسی در پاسخ به حمله به زندان به ایوان کولونا رخ داد.
- ۲۰۲۲ : تیراندازی در پاریس. اعتراضات پس از کشته شدن سه کرد در پاریس.
- ۲۰۲۳ : تظاهرات علیه قانون بازنشستگی در فرانسه به دلیل افزایش برنامه ریزی شده سن بازنشستگی از ۶۲ به ۶۴ سال.
- ۲۰۲۳ : شکل گیری شورش  به دنبال کشته شدن یک جوان مهاجر به ضرب گلوله پلیس در نزدیکی پاریس.
- ۲۰۲۴ : اعتراضات کشاورزان فرانسوی به قیمت پایین مواد غذایی، پیشنهاد کاهش یارانه های دولتی برای سوخت دیزل کشاورزان، و توافقنامه تجارت آزاد اتحادیه اروپا و مرکوسور.